# 日向 (戦艦)

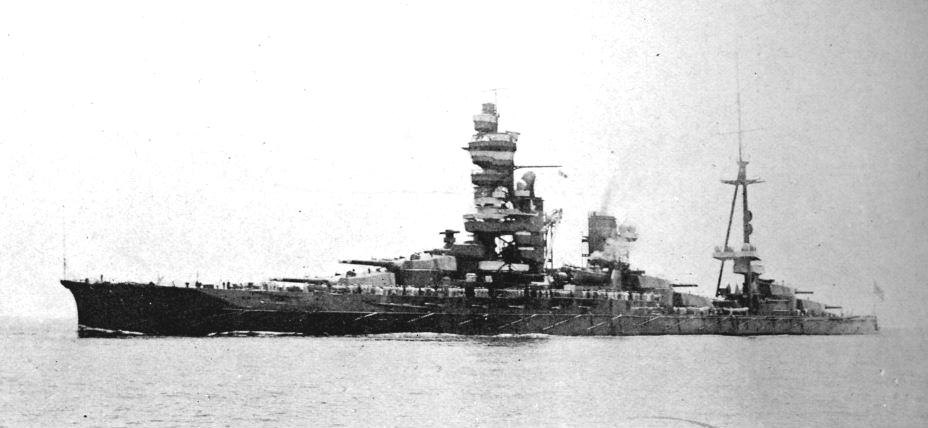
近代化改装前

日向（ひゅうが、命名時のかな艦名表記はひうか）は、大日本帝国海軍の戦艦。伊勢型戦艦の2番艦。太平洋戦争中盤、航空戦艦に改造されたが、「航空戦艦」という呼称は便宜上のものであり、正式な艦籍は戦艦のままであった。艦名の由来は宮崎県の旧国名からで、艦内神社は宮崎神宮からの分神。この艦名は帝国海軍ではこの艦のみで、戦後、海上自衛隊のひゅうが型護衛艦の1番艦｢ひゅうが｣に引き継がれた。

## 艦歴
海軍省は1914年（大正3年）10月12日に仮称艦名第六号戦艦を日向と命名し、三菱合資会社三菱造船所（現・三菱重工長崎造船所）で1915年（大正4年）5月6日に起工。東伏見宮依仁親王立会いのもと1917年（大正6年）1月27日に進水、1918年（大正7年）4月30日、「軍艦 日向」として竣工した。
扶桑型戦艦の4番艦として着工の予定が財政事情により大幅に遅れたため、扶桑型の欠点を改善し主砲の位置が変更されている。だが完成時には、38cm砲を搭載したクイーン・エリザベス級戦艦が既にイギリスで就役していた。歴代艦長には後に連合艦隊司令長官として捷一号作戦等を指揮した豊田副武や、航空戦艦改装案を推進し、後に第四航空戦隊司令官として日向に深く関わることになる松田千秋をはじめ、宇垣纏・西村祥治など、戦史上著名な人物が多く名を連ねている。
竣工後、日向は第一艦隊第一戦隊に配備、1940年（昭和15年）6月22日から7月10日にかけて、満州国康徳帝（愛新覚羅溥儀）訪日の際の座乗艦としても使用された。同年10月11日、横浜港沖で行われた紀元二千六百年特別観艦式に参加。太平洋戦争開戦時は、伊勢と共に第一艦隊第二戦隊にあり、その戦隊旗艦を務めた。

### 2度の砲塔爆発
就役直後の1919年（大正8年）10月24日、房総沖で演習中第3砲塔の爆発事故を起こした。そればかりか1924年（大正13年）9月17日には第4砲塔弾薬庫で火災が発生している。1942年（昭和17年）5月5日午後4時伊予灘で日向、伊勢、扶桑、山城による演習中、第七斉射を行った際に第5砲塔の爆発事故を起こした。この筒内爆発事故については、その爆発の瞬間の映像が当時のニュースに現存している。見た目では、発砲煙の様子がややおかしい程度で、外見上の損傷が目立ったものではなかった。艦橋にいた艦長や砲術科も、5番砲塔から発射された主砲弾が50ｍほど先の海面に落ちた事に違和感を覚えつつ、異変に気付かなかった。直後、主砲発令所から5番砲塔火災発生の報告があり、直ちに火薬庫に注水して爆沈を免れるも、死者55名、重傷者8名（当初の報告では戦死51名、重傷11名。5月14日合同葬儀時は54名）を出した。原因は主砲弾装填後、尾栓が完全に閉じないうちに火管から電流が流れて装薬に点火、弾丸を前方へ飛ばすはずの圧力が砲塔内に逆流したためであった。火管から突然電流が流れることは、5番砲塔に特有の「癖」だったという。
多くの死傷者を出した日向は呉に戻り、損傷した第五砲塔を撤去。その跡に25ミリ3連装機銃を4基搭載し、また当時開発が進んでいた仮称二号電波探信儀二型（対水上22号電探）を試験的に搭載。設置は5月27日に完了し、一連の作業を指導した海軍技術研究所の二階堂中将等が戦艦大和の連合艦隊司令部に挨拶している。性能は良好で、宇垣纏連合艦隊参謀長は『三連装機銃四門の第五砲塔上の假装備と相俟つて、反つて現代化せるに非ずや』と感想を述べた。
5月31日以降、日向はミッドウェー海戦の一環としてアリューシャン方面に進出した。この戦いで南雲機動部隊は主力空母4隻を喪失して壊滅、主力部隊は会敵することなく日本に帰還した。日向の電探は帰還途上の悪天候において艦隊の航路保持に役立ち、松田千秋艦長はレーダーの有効性を周囲に訴えている。
砲塔爆発2回、弾薬庫火災1回という危険極まりない事故を起こしながらも無事だったことは、戦艦河内や陸奥などの爆沈の例と照らし合わせると非常に幸運であったと言える。また、空母4隻を失うことになるミッドウェー海戦の時期に第五砲塔を事故で失ったことは、その後の日向と同型艦の伊勢の運命を大きく変えることになる。（詳細は伊勢型戦艦を参照。）

### 航空戦艦日向

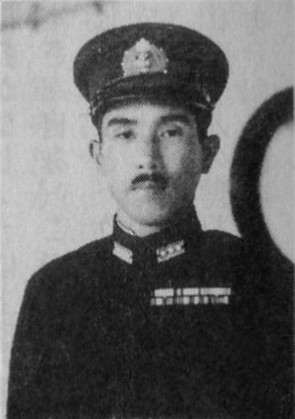
第30代日向艦長であり、第四航空戦隊司令官としても日向に座乗した松田千秋

空母戦力を補填すべく、日本海軍は扶桑型戦艦と伊勢型戦艦の空母改装を決定した。だが時間的都合から扶桑型の改装は実施されず、伊勢型も全面空母改装は見送られ、後部の5番、6番の主砲を撤去して格納庫及び飛行甲板を設け、航空戦艦となった。重量軽減のため、副砲の50口径三年式14cm砲を全て撤去した。副砲は陸上砲台に転用され、呉鎮守府第六特別陸戦隊重砲隊が編成されている。ただし、通常の空母の半分以下の長さしかない飛行甲板では艦載機の着艦はできない。飛行甲板はもっぱら航空機整備・発艦作業用のスペースである。撤去された主砲弾薬庫の空間には、航空機用燃料庫と武器庫が設けられた。飛行甲板は鋼板の上にコンクリートを流したものが設置された(木甲板ではない）。「日向」を擁する第四航空戦隊に配備される予定の第六三四海軍航空隊は、水上偵察機瑞雲と艦上爆撃機彗星二二型を主力とする部隊で、日向には彗星14機・瑞雲8機が配属される予定であった。カタパルトで射出された彗星は攻撃後機体を消耗して空きのできた他空母や、近隣の陸上基地へ着陸するという運用が想定されていた。伊勢型航空戦艦とほぼ同速の空母信濃（大和型戦艦三番艦改造空母）と航空戦隊を組む予定だったという説もある。
日向の改装は1943年5月に開始、11月18日に完成した。この間、先に航空戦艦改装を終えた伊勢は航空機格納庫に大和型戦艦の46cm砲弾を積み込み、トラック泊地に物資・弾薬輸送を行っている。日向の改造完成後は伊勢と共に第十一水雷戦隊に編入され、内地で訓練に明け暮れる日々が続いた。1944年5月1日第四航空戦隊を編成し、松田千秋少将座乗の第四航空戦隊旗艦となる。6月7日に機銃増強のため呉工廠のドックに入るが、この間にアメリカ軍はサイパン島方面に来襲、日本軍との間にマリアナ沖海戦が勃発する。日向と伊勢は急遽工事を中止して出撃準備を整えるが、同海戦には間に合わなかった。
10月、アメリカ軍はフィリピン方面に進攻を開始した。10月20日、日向は捷一号作戦に参加して日本を出撃したが、搭載予定の第634航空隊は先の台湾沖航空戦によりフィリピン方面に転用されたために、日向と伊勢は航空戦隊でありながら搭載機は1機もなかった。小沢本隊の前衛部隊として松田支隊を編成、10月24日にはアメリカ艦隊との砲戦を試みるべく南下するも会敵機会に恵まれず、翌25日午前7時に本隊と再合流している。25日のエンガノ岬沖海戦において本隊は空母4隻（瑞鶴、瑞鳳、千歳、千代田）を失う大損害を被った。その後アメリカ軍機の攻撃は健在な日向と伊勢に集中したが、松田少将発案の航空攻撃回避術と、それによる両艦長の巧みな回避運動、さらに航空戦艦に改装された際に大幅に増強された対空火力の効果もあいまってアメリカ軍の攻撃を回避した。アメリカ軍機撃墜6機確実を記録、艦に重大損傷はなく1名が戦死、8名が負傷した。日向は主砲三式弾112発、12.7cm高射砲弾659発、25㎜機銃弾28970発、噴進砲弾250発を発射した。10月29日、日本に戻った。
1945年（昭和20年）2月、戦略物資輸送作戦「北号作戦」で、カタパルトを撤去、更に機銃を一部撤去して現地部隊に引き渡し、石油・ゴム・錫などの希少な戦略物資を航空機格納庫のスペースを生かして満載した。全艦損害なく日本に戻るという奇跡的な成功を収めたが、物資総量は伊勢や軽巡洋艦大淀が輸送した分を含めても、中型貨物船1隻分に過ぎなかったという。

## 終焉

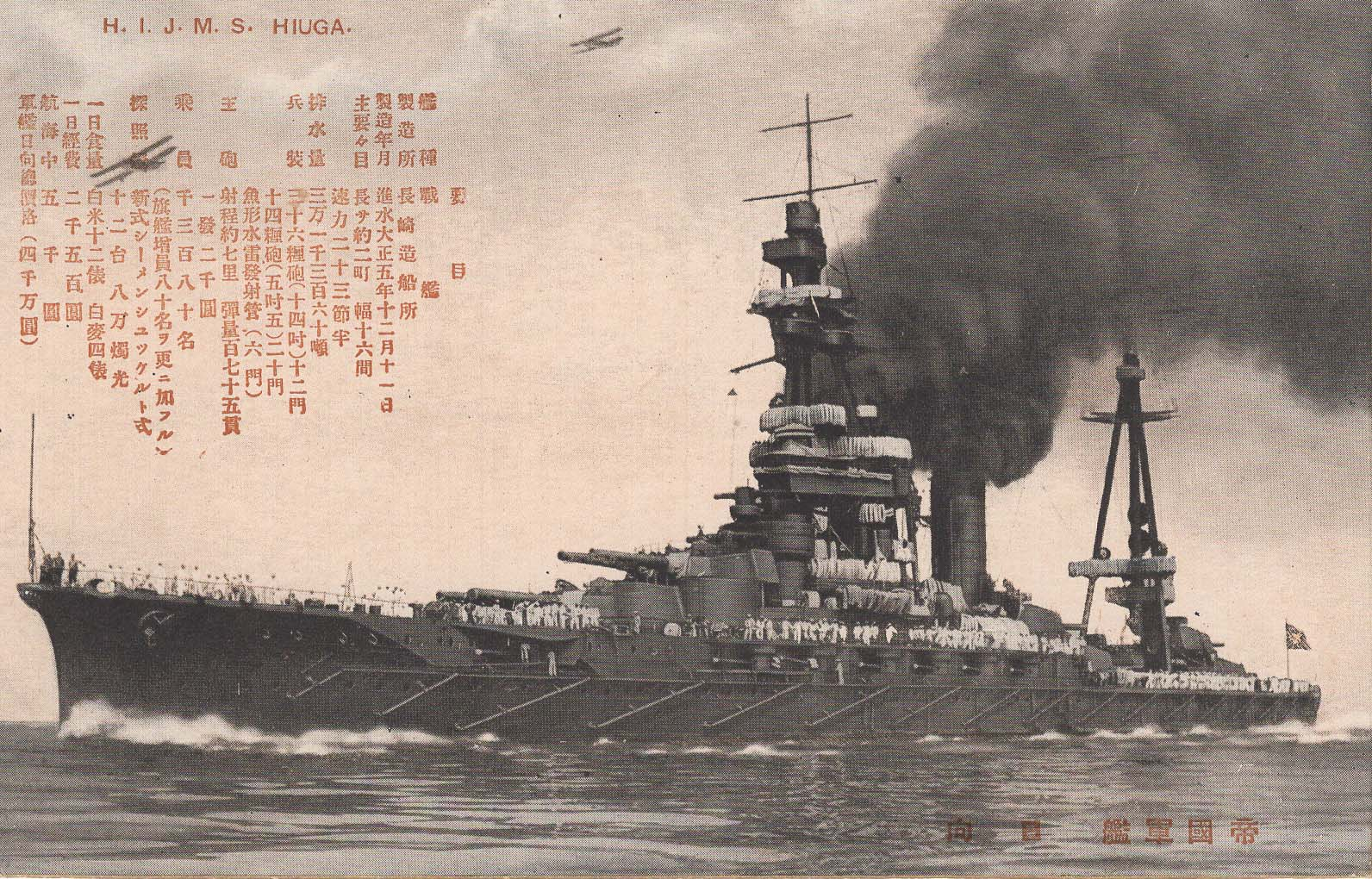
軍艦日向総価格四千万圓の記述有り

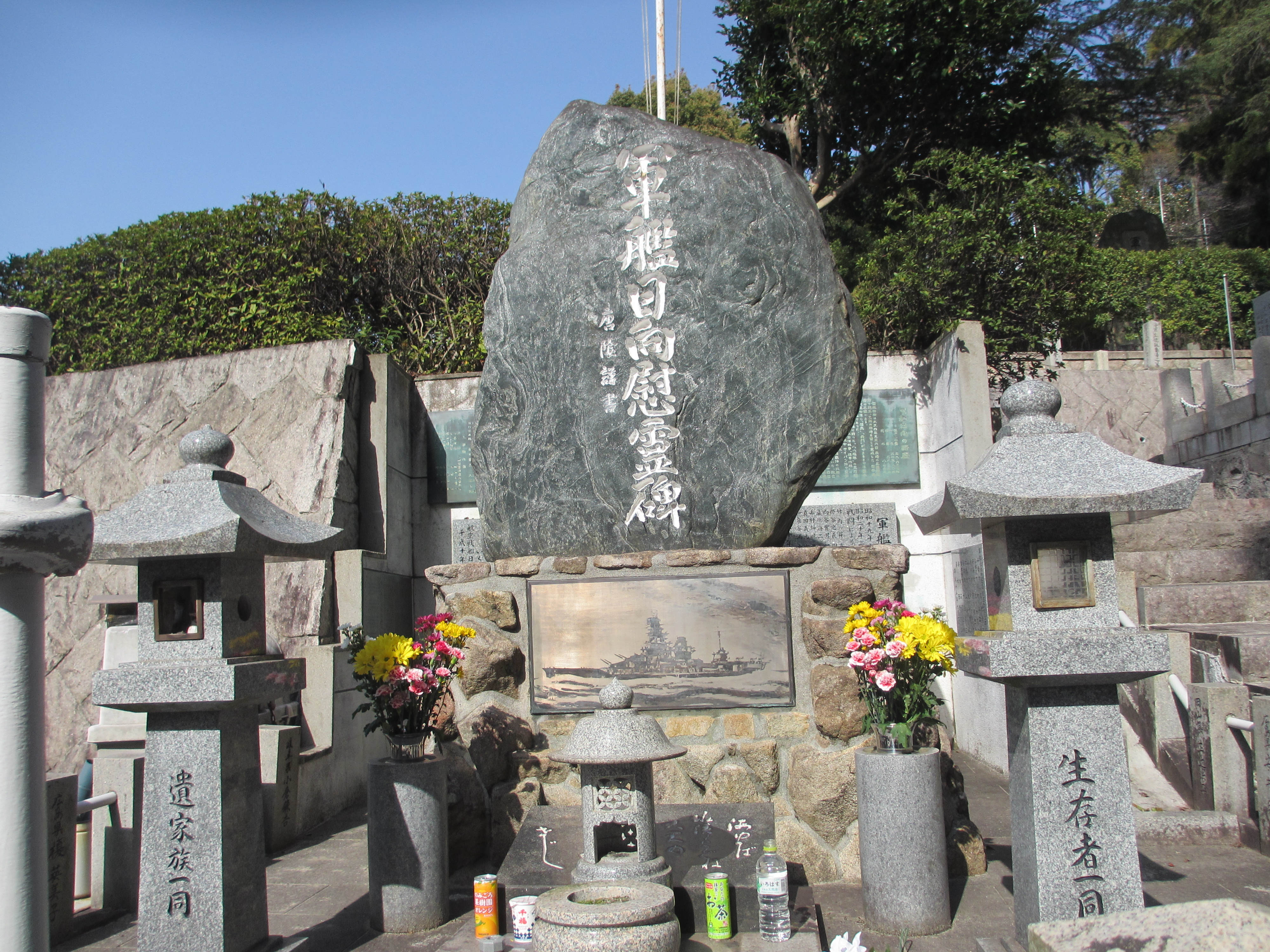
呉市上長迫町旧海軍墓地

北号作戦を終えた日向は呉軍港に停泊していたが、3月1日に第一予備艦に指定され、直後の3月19日の呉軍港空襲で爆弾3発（二番砲塔左舷後部、左舷缶室、艦後部）が命中した。損傷を受けた日向は4月20日に第四予備艦に指定され、5月1日に特殊警備艦となり、呉港外（情島沖）で浮砲台となった。7月24日の呉軍港空襲でアメリカ軍空母機の波状攻撃を受け、日向の草川艦長も戦死した。この年7月の時点で乗組員のうち約半数が退艦していたが、これらの攻撃による乗組員の被害は、残存乗組員千余名中戦死者204名、重軽傷者600余名に及んだ。7月26日、日向は着底大破した。
戦後の1947年（昭和22年）7月、日向の解体が完了して艦歴を閉じた。なお、情島で着底した日向の様子を戦後にアメリカ軍が撮影したカラー映像が残っており、今日でもその被害の凄まじさを観察することができる。日向に装備されていた航海灯と軍艦旗が広島県呉市の大和ミュージアムに所蔵されている。

## 主要目一覧
| 要目                  | 新造時 （1917年）                               | 大改装後 （1937年）         | レイテ沖海戦時 （1944年）                    |
| --------------------- | ----------------------------------------------- | --------------------------- | -------------------------------------------- |
| 排水量                | 基準：29,980t 常備：31,260t                     | 基準：36,000t 公試：39,657t | 基準：35,200t 公試：38,500t                  |
| 全長                  | 208.18m                                         | 215.8m                      | 219.62m                                      |
| 全幅                  | 28.65m                                          | 33.83m                      | ←                                            |
| 吃水                  | 8.74m                                           | 9.21m                       | 9.03m                                        |
| 主缶                  | ロ号艦本式缶混焼24基                            | ロ号艦本式8基               | ←                                            |
| 主機                  | パーソンズ式直結タービン2基4軸                  | 艦本式タービン4基4軸        | ←                                            |
| 軸馬力                | 45,000shp                                       | 80,000shp                   | ←                                            |
| 速力                  | 23ノット                                        | 24.5ノット                  |                                              |
| 航続距離 （伊勢の値） | 9,680海里/14ノット                              | 7,870海里/16ノット          | 9,500海里/16ノット                           |
| 燃料                  | 石炭：4,000t 重油：1,300t                       | 重油：                      |                                              |
| 乗員                  |                                                 |                             |                                              |
| 主砲                  | 四一式45口径連装砲                              | ←                           | 同4基                                        |
| 副砲                  | 三年式50口径単装速射砲20門                      | 同16門                      | なし                                         |
| 高角砲                | 三年式40口径単装高角砲4門                       | 八九式12.7cm連装高角砲4基   | 同8基                                        |
| 機銃                  | なし                                            | 25mm連装10基 （後日装備）   | 25mm 3連装31基 同単装11丁                    |
| 魚雷                  | 53cm水中発射管6本                               | なし                        | ←                                            |
| その他兵装            |                                                 |                             | 21号電探1基 22号電探2基 12cm 30連装噴進砲6基 |
| 装甲                  | 水線305mm 甲板55+30mm 主砲前盾305mm 副砲廓152mm | 水平135mm追加など           |                                              |
| 搭載機                | なし                                            | 3機 カタパルト1基           | 22機 カタパルト2基                           |

※ ←は左に同じ（変更無し）。空白は不明。1944年は推定を含む。

### 公試成績
| 項目     | 排水量  | 出力      | 速力     | 実施日                    | 実施場所   | 備考 |
| -------- | ------- | --------- | -------- | ------------------------- | ---------- | ---- |
| 竣工時   | 31,073t | 63,210shp | 24kt     | 1917年（大正6年）12月15日 | 甑島標柱間 |      |
| 大改装後 | 40,706t | 81,050shp | 25.264kt | 1937年（昭和11年）8月3日  |            |      |

## 歴代艦長
※『艦長たちの軍艦史』25-27頁、『日本海軍史』第9巻・第10巻の「将官履歴」及び『官報』に基づく。

### 艤装員長
1. 下平英太郎 大佐：1917年1月10日 - 1917年11月1日
2. （兼）下平英太郎 大佐：1917年11月1日 - 1917年12月1日
3. （兼）中川繁丑 大佐：1917年12月1日 - 1918年5月1日

### 艦長
1. 下平英太郎 大佐：1917年11月1日 - 1917年12月1日
2. 中川繁丑 大佐：1917年12月1日 - 1918年11月10日
3. 三村錦三郎 大佐：1918年11月10日 - 1919年11月20日
4. 勝木源次郎 大佐：1919年11月20日 - 1920年11月20日
5. 石川秀三郎 大佐：1920年11月20日 - 1921年11月20日
6. 井手元治 大佐：1921年11月20日 - 1922年11月10日[32]
7. 宮村暦造 大佐：1922年11月10日[32] - 1923年12月1日
8. 島祐吉 大佐：1923年12月1日 - 1924年12月1日
9. 今村信次郎 大佐：1924年12月1日 - 1925年10月20日
10. 高崎親輝 大佐：1925年10月20日 - 1926年12月1日
11. 尾本知 大佐：1926年12月1日 - 1927年12月1日
12. 鈴木義一 大佐：1927年12月1日 - 1928年12月10日
13. 大野寛 大佐：1928年12月10日 - 1929年11月30日
14. 伴次郎 大佐：1929年11月30日 - 1930年12月1日
15. 豊田副武 大佐：1930年12月1日 - 1931年12月1日
16. 日比野正治 大佐：1931年12月1日 - 1932年12月1日
17. 町田進一郎 大佐：1932年12月1日 - 1933年11月15日
18. 沢本頼雄 大佐：1933年11月15日 - 1934年11月15日
19. 高橋頴雄 大佐：1934年11月15日 - 1935年9月11日[33]
20. 杉山六蔵 大佐：1935年9月11日 - 1936年11月16日
21. （兼）高須三二郎 大佐：1936年11月16日 - 1936年12月1日
22. 田結穣 大佐：1936年12月1日 - 1937年12月1日
23. 宇垣纏 大佐：1937年12月1日 - 1938年11月15日
24. 西村祥治 大佐：1938年11月15日 - 1938年12月15日
25. （兼）平岡粂一 大佐：1938年12月15日 - 1939年2月10日
26. 代谷清志 大佐：1939年2月10日 - 1939年11月15日
27. 原田清一 大佐：1939年11月15日 - 1940年11月1日
28. 橋本信太郎 大佐：1940年11月1日 - 1941年9月1日
29. 石崎昇 大佐：1941年9月1日 - 1942年2月20日
30. 松田千秋 大佐：1942年2月20日 - 1942年12月10日
31. 大林末雄 大佐：1942年12月10日 - 1943年7月1日
32. （兼）荒木伝 大佐：1943年7月1日 - 1943年9月1日
33. 中川浩 大佐：1943年9月1日 - 1943年12月5日
34. 野村留吉 大佐：1943年12月5日 - 1945年3月1日
35. 草川淳 少将：1945年3月1日[34] - 1945年7月24日 戦死、同日付任海軍中将[35]

## 同型艦
- 伊勢